# Lilijice
Lilijice (Crinoidea) je třída evolučně nejstarších žijících ostnokožců. Největší rozvoj prodělali v prvohorách a druhohorách. Mají kalichovité tělo s velmi pohyblivými, až 7 metrů dlouhými, větvenými rameny. Jsou buď stvolem přisedlí nebo žijí zcela volně. Dýchací soustava a smysly zcela chybí. Většina druhů žije v hloubce do 100 metrů. Od hadic i hvězdic se liší tím, že mají ústní otvor obrácený nahoru.Většinou jsou dravé a svými peřitými, ostnitými chapadly loví ve vodě částice potravy i drobné živočichy.

## Evoluce
Lilijice jsou starobylí živočichové, kteří se objevili již na počátku prvohorní éry (a možná dokonce dříve). V období druhohorní jury existovaly jejich plovoucí kolonie, uchycené na kmenech stromů, splavených na otevřené moře.

## Zástupci
- lilijice růžová – žije volně, je zde velká podoba s hadicemi

## Taxonomie
Podle World Register of Marine Species:
- řád Comatulida Clark, 1908
  - nadčeleď Antedonoidea Norman, 1865
    - čeleď Antedonidae Norman, 1865
    - čeleď Pentametrocrinidae AH Clark, 1908
    - čeleď Zenometridae AH Clark, 1909

  - nadčeleď Atelecrinoidea Bather, 1899
    - čeleď Atelecrinidae Bather, 1899

  - nadčeleď Comatuloidea Fleming, 1828
    - čeleď Comatulidae Fleming, 1828

  - nadčeleď Himerometroidea AH Clark, 1908
    - čeleď Colobometridae AH Clark, 1909
    - čeleď Eudiocrinidae AH Clark, 1907
    - čeleď Himerometridae AH Clark, 1907
    - čeleď Mariametridae AH Clark, 1909
    - čeleď Zygometridae AH Clark, 1908

  - nadčeleď Notocrinoidea Mortensen, 1918
    - čeleď Aporometridae HL Clark, 1938
    - čeleď Notocrinidae Mortensen, 1918

  - nadčeleď Paracomatuloidea Hess, 1951 †
  - nadčeleď Tropiometroidea AH Clark, 1908
    - čeleď Asterometridae Gislén, 1924
    - čeleď Calometridae AH Clark, 1911
    - čeleď Charitometridae AH Clark, 1909
    - čeleď Ptilometridae AH Clark, 1914
    - čeleď Thalassometridae AH Clark, 1908
    - čeleď Tropiometridae AH Clark, 1908

  - Comatulida incertae sedis
    - čeleď Atopocrinidae Messing, 2011 (in Hess & Messing, 2011)
    - čeleď Bathycrinidae Bather, 1899
    - čeleď Bourgueticrinidae Loriol, 1882
    - čeleď Guillecrinidae Mironov & Sorokina, 1998
    - čeleď Phrynocrinidae AH Clark, 1907
    - čeleď Septocrinidae Mironov, 2000
- řád Cyrtocrinida
  - podřád Cyrtocrinina
    - čeleď Sclerocrinidae Jaekel, 1918

  - podřád Holopodina
    - čeleď Eudesicrinidae Bather, 1899
    - čeleď Holopodidae Zittel, 1879
- řád Encrinida †
- řád Hyocrinida
  - čeleď Hyocrinidae Carpenter, 1884
- řád Isocrinida
  - podřád Isocrinina
    - čeleď Cainocrinidae Simms, 1988
    - čeleď Isocrinidae Gislén, 1924
    - čeleď Isselicrinidae Klikushkin, 1977
    - čeleď Proisocrinidae Rasmussen, 1978

  - podřád Pentacrinitina †
    - čeleď Pentacrinitidae Gray, 1842 †
- řád Millericrinida †

## Galerie

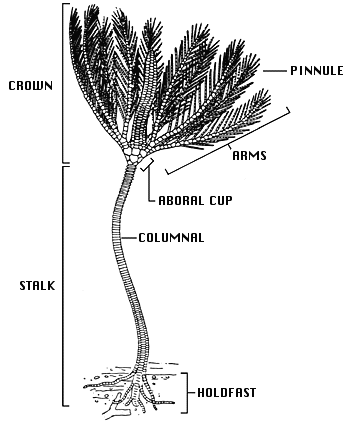
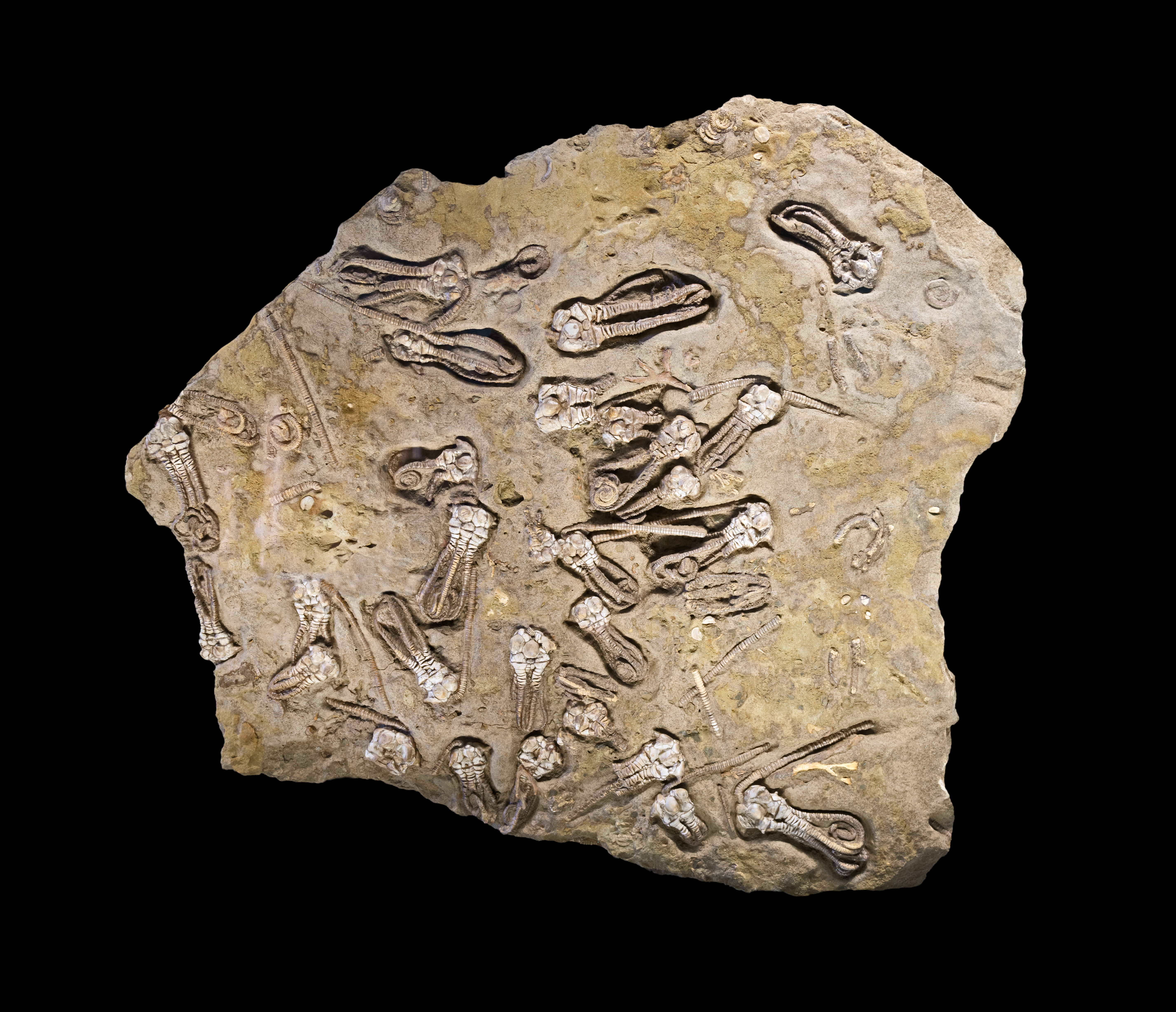
Jimbacrinus bostocki
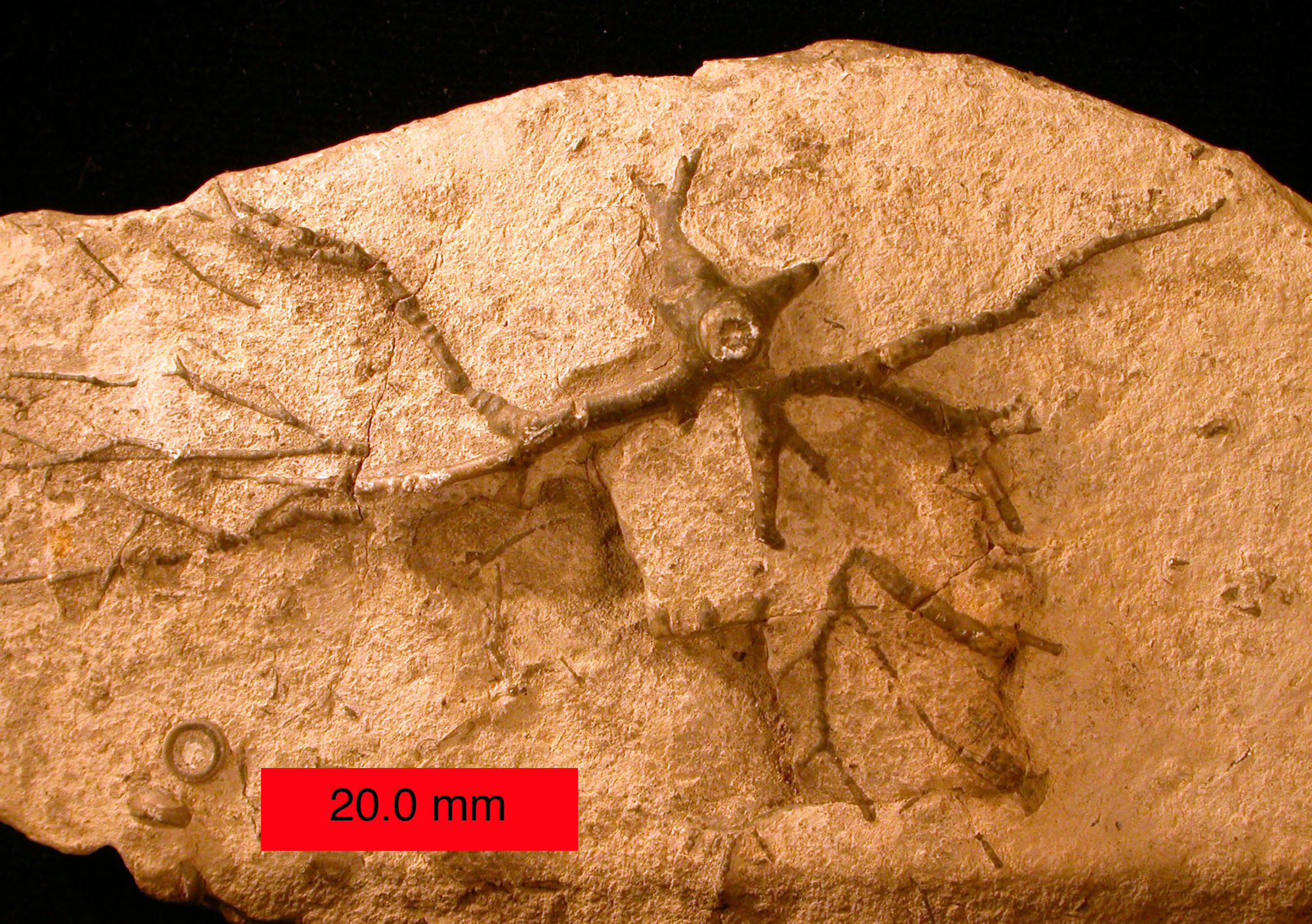
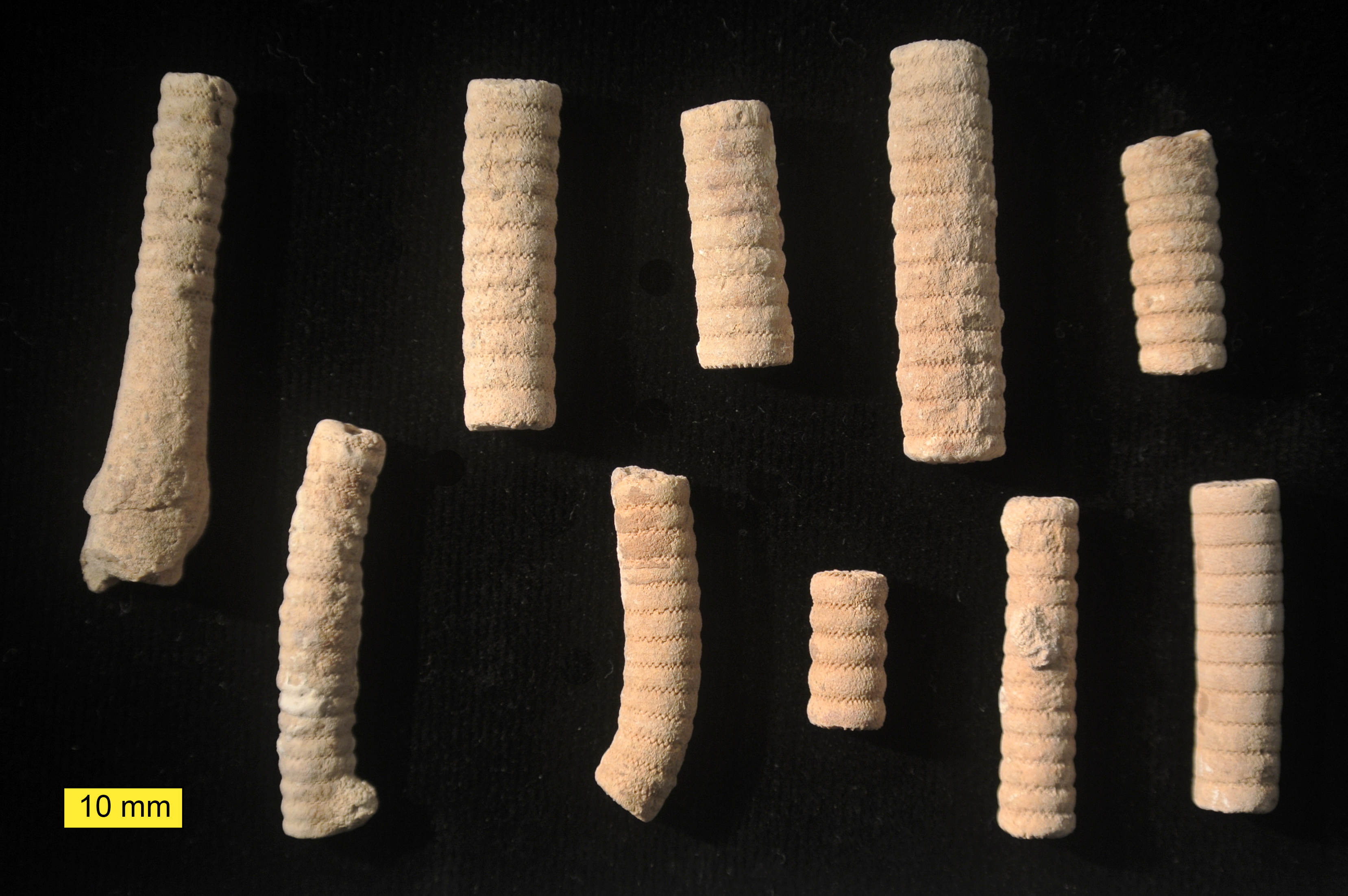
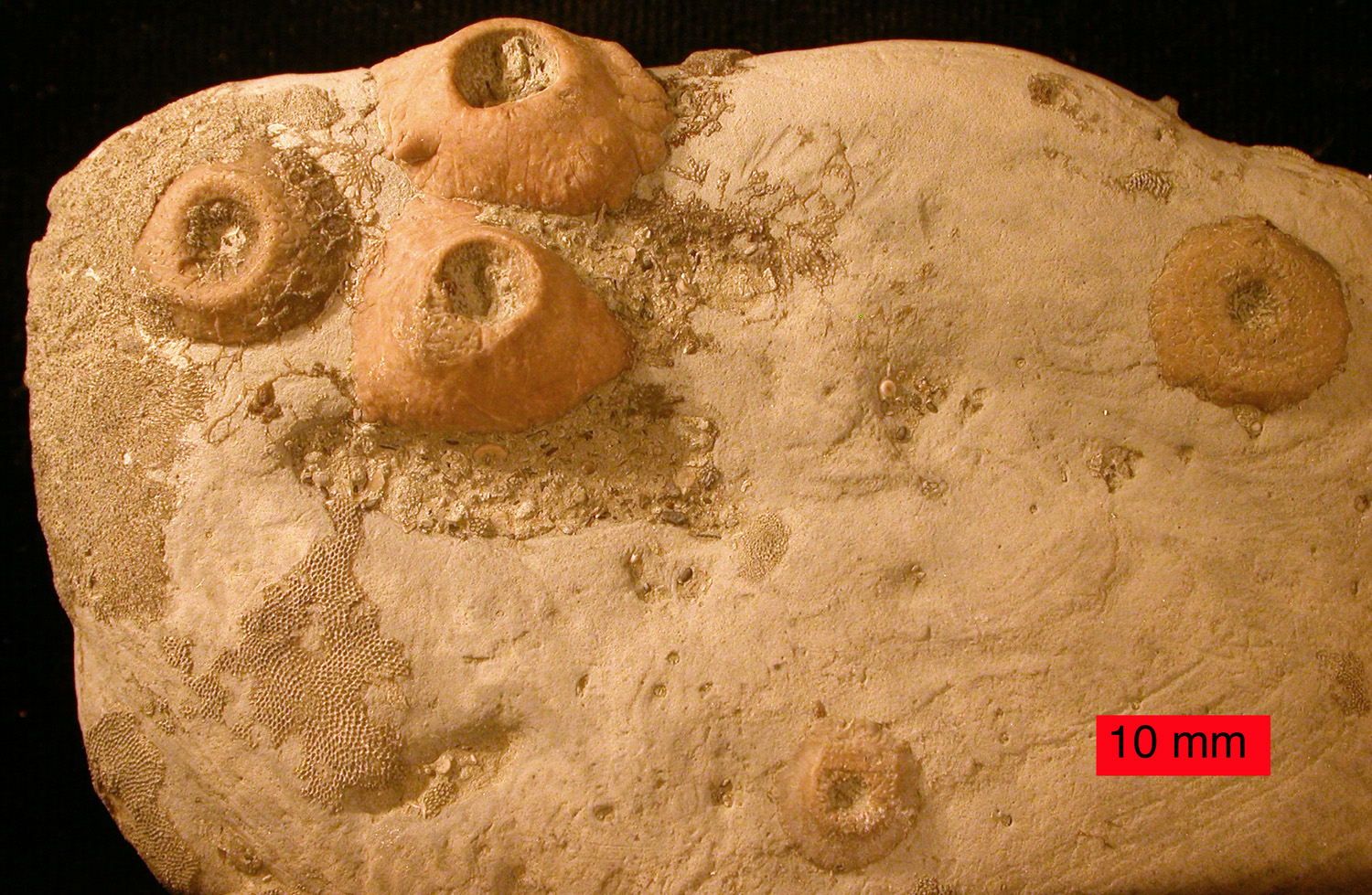
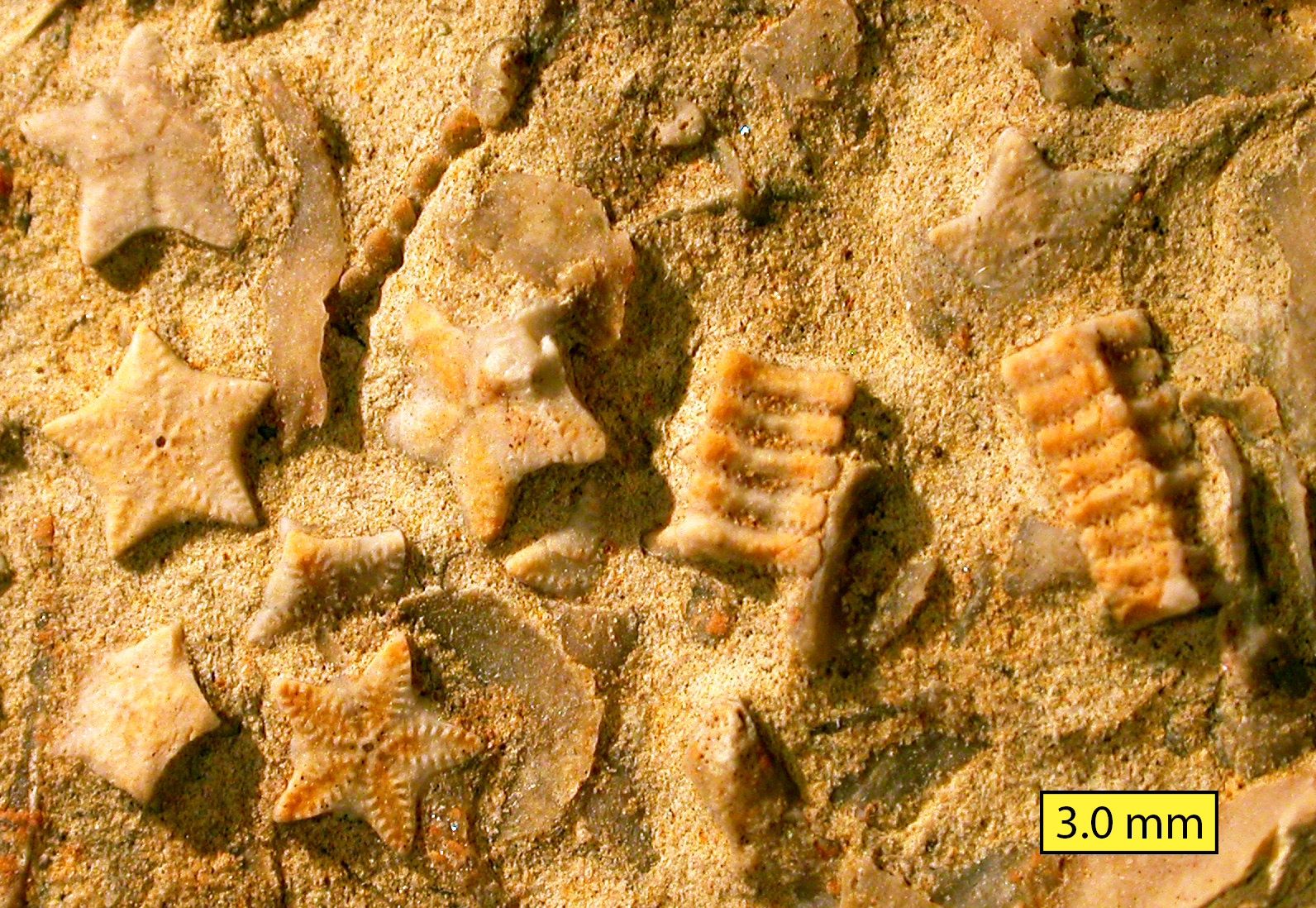